# Parafia św. Mikołaja w Sokolnikach
Parafia Świętego Mikołaja w Sokolnikach – parafia rzymskokatolicka należąca do dekanatu Lututów diecezji kaliskiej. Została utworzona w XIV wieku. Mieści się przy ulicy Szkolnej w Sokolnikach. Prowadzą ją księża diecezjalni.